# Re-ac-tor
Re-ac-tor je jedenácté studiové album kanadského hudebníka Neila Younga, vydané v listopadu 1981 u vydavatelství Reprise Records. Nahráno bylo od října 1980 do července 1981 ve studiu Modern Recorders v Redwood City v Kalifornii. Younga zde doprovází skupina Crazy Horse.

## Seznam skladeb
Autorem všech skladeb je Neil Young.
1. „Opera Star“ – 3:31
2. „Surfer Joe and Moe the Sleaze“ – 4:15
3. „T-Bone“ – 9:10
4. „Get Back on It“ – 2:14
5. „Southern Pacific“ – 4:07
6. „Motor City“ – 3:11
7. „Rapid Transit“ – 4:35
8. „Shots“ – 7:42

## Obsazení
- Neil Young – kytara, klavír, zpěv
- Frank Sampedro – kytara, klávesy, zpěv
- Billy Talbot – baskytara, zpěv
- Ralph Molina – bicí, perkuse, zpěv